# 艾拉，戰爭下的女兒
《艾拉，戰爭下的女兒》（土耳其語：Ayla）是2017年由Can Ulkay執導的土耳其及韓國戲劇電影，並代表土耳其角逐奧斯卡最佳外語片獎，但最終並未獲得提名。本片由真實故事改編。

## 劇情簡介
韓戰時，一名快被凍死的韓國小女孩，被土耳其旅的蘇萊曼中士發現，隨然有語言上的隔閡，但他們仍然很快的建立了友誼，不過當蘇萊曼要回國時，他們卻被迫分離。

## 外部連結
- 官方网站
- 互联网电影数据库（IMDb）上《Ayla: The Daughter of War》的资料（英文）
- 爛番茄上《艾拉，戰爭下的女兒》的資料（英文）